# 워싱턴 대학교 법학대학원 (시애틀)
워싱턴 대학교 로스쿨(University of Washington School of Law)은 미국 워싱턴주 시애틀에 위치한 워싱턴 대학교의 법학전문대학원이다.

## 같이 보기
- 환태평양 법률 및 정책 학술지